# Offshore-Windpark Greater Gabbard
Greater Gabbard ist ein britischer Offshore-Windpark in der südwestlichen Nordsee. Er war bei Fertigstellung im September 2012 mit 140 Windkraftanlagen und einer Gesamtnennleistung von 504 MW der größte Offshore-Windpark der Welt. Betrieben wird der im nordöstlichen Bereich der Themsemündung gelegene Windpark von den Energieversorgungsunternehmen SSE Renewables und RWE Renewables. Die Kosten des Projektes (ohne Netzanschluss) wurden mit 650 Mio. £ veranschlagt.
Eine erste Erweiterung unter der Projektbezeichnung Galloper wurde 2018 in Betrieb genommen. 56 Windenergieanlagen erhöhen die installierte Leistung des Windparks um 353 MW.
Eine zweite Erweiterung unter der Projektbezeichnung North Falls mit bis zu 504 MW befindet sich in der Entwicklung.

## Lage
Greater Gabbard liegt etwa 23 Kilometer vor der Küste der Grafschaft Suffolk, die Wassertiefe beträgt zwischen 24 und 34 Meter. Der Windpark besteht aus zwei Teilflächen mit einer Gesamtfläche von 147 km², die durch die Sandbänke Inner Gabbard und The Galloper voneinander getrennt sind.

## Geschichte
Greater Gabbard gehört zur Round-2-Ausschreibung und wurde ursprünglich von den Unternehmen Airtricity und Fluor entwickelt, die das Joint Venture „Greater Gabbard Offshore Windfarm“ gründeten. Nach dem Kauf von Airtricity durch Scottish and Southern Energy übernahm dieser schließlich auch die von Fluor gehaltenen Anteile an dem Projekt, womit SSE der alleinige Eigentümer war. Im November 2008 stieg schließlich RWE mit einem Anteil von 50 % ein.
Genehmigt wurde Greater Gabbard im Oktober 2007. 2008 begannen die bauvorbereitenden Maßnahmen an Land, die Offshore-Arbeiten wurden 2009 aufgenommen. Im Januar 2011 speisten die beiden ersten Windkraftanlagen Strom in das öffentliche Netz ein. Die letzte Windturbine wurde am 7. September 2012 montiert. Da zunächst noch Zweifel an der Sicherheit einiger Fundamente bestanden, wurde der Windpark erst im Mai 2013 vom Betreiber abgenommen.

## Betrieb
Die durchschnittliche Windgeschwindigkeit in 80 Meter Höhe beträgt 9 m/s, der prognostizierte Energieertrag liegt bei 1750 GWh im Jahr. Der Kapazitätsfaktor liegt demnach bei rund 40 %.
Die Wartung der Turbinen wird von Siemens durchgeführt. Im Oktober 2017 wurde der Wartungsvertrag erneut um fünf Jahre verlängert. 2023 wird RWE Renewables die Wartung von Greater Gabbard für zehn Jahre übernehmen.
Nach zehn Jahren Betriebsdauer hat Greater Gabbard über 17.487 GWh Strom erzeugt.

## Technik

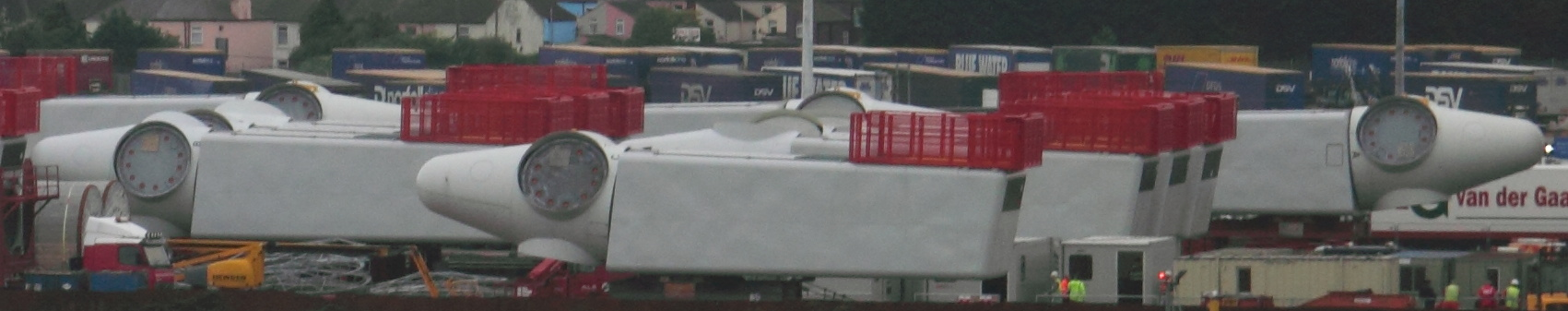
Maschinenhäuser im Hafen von Harwich

Im Windpark Greater Gabbard wurden 140 Windkraftanlagen des Typs Siemens SWT-3.6-107 mit 3,6 MW Nennleistung aufgestellt. Sie haben einen Rotordurchmesser von 107 m bei einer Rotorfläche von rund 9.000 m², die Nabenhöhe liegt bei 78 m. Der Abstand der Anlagen zueinander beträgt mindestens 650 m. Als Fundament kamen bis zu 70 Meter lange Monopiles zum Einsatz, die über 20 m tief in den Meeresboden gerammt wurden. Ebenfalls zum Windpark gehören zwei Umspannplattformen. Diese sind über insgesamt 172 km 34-kV-Seekabel mit den Windkraftanlagen verbunden und transformieren den Strom von der Mittelspannungsebene auf 132 kV. Anschließend wird der Strom über drei Exportkabel von je 45 km Länge zur Umspannstation in Leiston geleitet, wo er in das öffentliche Stromnetz eingespeist wird.

## Erweiterung Offshore-Windpark Galloper
Der Offshore-Windpark Galloper stellt eine Erweiterung des bestehenden Windparks dar und befindet sich seit März 2018 in Betrieb. Das Investitionsvolumen betrug 1½ Milliarden Britische Pfund. Baustart war im November 2016. Es wurden weitere 56 Windkraftanlagen des Typs Siemens SWT-6.0-154 mit einer Gesamtleistung von 353 MW errichtet. Die Leistung der einzelnen Turbinen wurde von ursprünglich 6,0 MW auf 6,3 MW gesteigert, sodass sich die Leistung um 17 MW erhöhte. Galloper soll rechnerisch Strom für 380.000 britische Haushalte liefern.
Beteiligte:
- 25 % RWE Renewables
- 25 % Macquarie Capital
- 25 % Siemens Financial Services
- 25 % Green Investment Group, Macquarie Infrastructure and Real Assets

### Geschichte und Bau
Die Erweiterung wurde ursprünglich von Innogy und SSE entwickelt. Ende 2014 wurde das Projekt kurzzeitig auf Eis gelegt, nachdem SSE ausgestiegen war, dann jedoch mit neuen Partnern fortgesetzt. Im Oktober 2015 wurde die endgültige Investitionsentscheidung getroffen.
Im Juni 2016 wurde eine Sicherheitszone von 500 Metern um die vorgesehenen Anlagen-Standorte des Windparks Galloper eingerichtet, damit die Bauarbeiten auf dem Baufeld beginnen können. Ende Dezember 2016 wurde das erste Fundament installiert. Mitte Februar 2017 war die Hälfte der Fundamente installiert. Am 28. März 2017 und damit zwei Monate früher als geplant wurde die Montage der Fundamente beendet. Die erste Windkraftanlage wurde im Mai 2017 errichtet. Ende September 2017 waren 24 der 56 Turbinen installiert.
Am 5. November 2017 wurde der erste Strom im Windpark erzeugt und 38 Turbinen waren installiert. Im Dezember waren alle 56 Turbinen installiert. Die vollständige Inbetriebnahme erfolgte Ende März 2018.

## Erweiterung Offshore-Windpark North Falls
Eine zusätzliche Erweiterung stellt der in Planung befindliche Offshore-Windpark North Falls dar. Es besteht ein Nutzungsrecht mit Crown Estate für bis zu  504 MW.